# Михельсон, Николай Николаевич
Николай Николаевич Михельсон (1895 — 1963) — советский военачальник, генерал-лейтенант артиллерии (1943)

## Биография
Родился в 1895 году в Санкт-Петербурге.
С октября 1914 года по февраль 1918 года участвует в Первой мировой войне, был ранен и контужен.
В РККА с 1918 года. Участник Гражданской войны.
Участник Великой Отечественной войны с 22 июня 1941 года, воевал на Северо-Западном, Калининском, 1-м Прибалтийском и 2-м Белорусском фронтах.
С 1942 года — полковник начальник штаба артиллерии 4-й ударной армии, а затем командующий артиллерией в той же армии. 14 октября 1942 года присвоено звание генерал-майора артиллерии.
В 1943 году вступает в ВКП(б).
С 1944 года генерал-лейтенант артиллерии, заместитель командующего артиллерией 1-го Прибалтийского фронта.
В 1945 году командующий артиллерией 65-й армии
После выхода в отставку в 1958 году проживал в Москве.
Умер в июле 1963 года, похоронен на Введенском кладбище, участок № 23.

## Награды

### СССР
- орден Ленина (21 февраля 1945)[2]
- три ордена Красного Знамени (3 ноября 1944[2], 19 апреля 1945, 20 июня 1949[2])
- орден Суворова I степени (31 мая 1945) — за умелое и мужественное руководство боевыми операциями и за достигнутые в результате этих операций успехи в боях с немецко-фашистскими захватчиками[3]
- орден Суворова II степени (11 октября 1943)
- Орден Красной Звезды (24 января 1943)
- Медали СССР

Приказы (благодарности) Верховного Главнокомандующего в которых отмечен Михельсон Н. Н.
- За овладение главным городом Померании и крупным морским портом Штеттин и городами Гартц, Пенкун, Казеков, Шведт. 26 апреля 1945 года. № 344.
- За овладение городами Эггезин, Торгелов, Пазевальк, Штрасбург, Темплин — важными опорными пунктами обороны немцев в Западной Померании. 28 апреля 1945 года. № 350.
- За овладение городами и важными узлами дорог Анклам, Фридланд, Нойбранденбург, Лихен и вступление на территорию провинции Мекленбург. 29 апреля 1945 года. № 351.
- За овладение городами Грайфсвальд, Трептов, Нойштрелитц, Фюрстенберг, Гранзее — важными узлами дорог в северо-западной части Померании и в Мекленбурге. 30 апреля 1945 года. № 352.
- За овладение городами Штральзунд, Гриммен, Деммин, Мальхин, Варен, Везенберг — важными узлами дорог и сильными опорными пунктами обороны немцев. 1 мая 1945 года. № 354.
- За овладение городами Росток, Варнемюнде — крупными портами и важными военно-морскими базами немцев на Балтийском море, а также заняли города Рибнитц, Марлов, Лааге, Тетерев, Миров. 2 мая 1945 года. № 358.
- За овладение городами Барт, Бад-Доберан, Нойбуков, Варин, Виттенберге, и соединении на линии Висмар, Виттенберге с союзными нам английскими войсками. 3 мая 1945 года. № 360.
- За овладение островом Рюген. 6 мая 1945 года. № 363.

### Иностранные награды
- Орден «Крест Грюнвальда» II степени ПНР, (1945)
- Медаль «За Варшаву 1939—1945» (ПНР, (1945)
- Медаль «За Одер, Нейсе, Балтику» (ПНР, (1945)